# William Forsythe
William Forsythe (Nueva York, 7 de junio de 1955) es un actor estadounidense.

## Primeros años
Forsythe nació en Brooklyn, Nueva York. En 1973 se graduó en la South Shore High School. Creció viendo películas y actores de la edad dorada de Hollywood junto a su madre, aficionada al cine. Su interés en la actuación surgió después de ser obligado a interpretar a César en una representación escolar del Julio César de Shakespeare; Forsythe tenía diez años de edad en ese entonces. Continuó actuando en numerosas obras durante la secundaria y más tarde, con 17 años, se trasladó a Manhattan para probar suerte como actor profesional. Consiguió trabajo en teatros de verano y en otros shows de Broadway y off-Broadway, incluyendo varios musicales que le permitieron mostrar sus habilidades como actor de ópera.
Más adelante, Forsythe se mudó a California, donde recorrió varios estudios y agencias de casting intentando conseguir trabajo. En una entrevista, Forsythe confesó haberse disfrazado de empleado de una empresa de gas e incluso de intérprete de telegramas en un traje de gorila para poder entrar a las sesiones de casting. Finalmente a principios de los años 1980 consiguió algunos pequeños papeles en películas de bajo presupuesto y en televisión, incluyendo papeles en Hill Street Blues (1981-87) y un episodio de CHiPs (1977-1983), donde interpretó a un vil roquero punk. Su primer papel importante llegó en 1984 cuando el famoso director italiano Sergio Leone lo eligió para interpretar al gánster judío Philip "Cockeye" Stein en Once Upon a Time in America, junto a Robert De Niro y James Woods.

## Carrera
Con frecuencia interpreta papeles de "tipo rudo", interpretando a criminales o policías. Interpretó papeles como el del gánster desfigurado Flattop en Dick Tracy, protagonizada por Warren Beatty, y el chantajista Richie Madano en Out for Justice de Steven Seagal. También personificó al criminal Sammy "The Bull" Gravano en el telefilme de HBO Gotti. Interpretó al asesino en serie John Wayne Gacy en Dear Mr. Gacy (2010), una adaptación al cine de The Last Victim (La última víctima), las memorias de Jason Moss, un estudiante universitario que mantuvo correspondencia con Gacy durante su último año en el corredor de la muerte. En 2011, fue invitado a la serie de época de HBO Boardwalk Empire, donde interpretó al gánster judío-ucraniano Manny Horvitz en la segunda y tercera temporada.

## Vida privada
Tiene tres hijas: Rebecca (nacida en 1990), Angélica (n. 1992), de su matrimonio con la modelo Melody Munyan; y Chloe Merritt (n. 1993).

## Filmografía

### Cine
| Año                      | Título                                  | Personaje                                       |
| ------------------------ | --------------------------------------- | ----------------------------------------------- |
| 1978                     | Long Shot                               | Billy                                           |
| 1981                     | King of the Mountain                    | Tom "Big Tom"                                   |
| As 'Bill Forsythe', 1981 | Smokey Bites the Dust                   | Kenny                                           |
| 1983                     | The Man Who Wasn't There                | "Pug Face Crusher"                              |
| 1984                     | Once Upon a Time in America             | Phil "Cockeye" Stein                            |
| 1984                     | Cloak & Dagger                          | Morris                                          |
| 1985                     | The Lightship                           | Gene                                            |
| 1985                     | Savage Dawn                             | Pigiron                                         |
| 1987                     | Raising Arizona                         | Evelle                                          |
| 1987                     | Extreme Prejudice                       | Sargento Buck Atwater                           |
| 1987                     | Weeds                                   | Burt The Booster                                |
| 1988                     | Patty Hearst                            | "Teko"                                          |
| 1989                     | Dead Bang                               | Arthur Kressler                                 |
| 1989                     | Torrents of Spring                      | Príncipe Ippolito Polozov                       |
| 1990                     | Sons                                    | Mikey                                           |
| 1990                     | Dick Tracy                              | Flattop                                         |
| 1991                     | Career Opportunities                    | Custodian                                       |
| 1991                     | Out for Justice                         | Richie Madano                                   |
| 1991                     | Stone Cold                              | "Ice" Hensley                                   |
| 1992                     | The Waterdance                          | Bloss                                           |
| 1992                     | American Me                             | J.D.                                            |
| 1992                     | The Gun in Betty Lou's Handbag          | Billy Beaudeen                                  |
| 1993                     | Relentless 3                            | Walter Hilderman                                |
| 1994                     | Direct Hit                              | Hatch                                           |
| 1995                     | Things to Do in Denver When You're Dead | "Franchise"                                     |
| 1995                     | Beyond Desire                           | Ray Patterson                                   |
| 1995                     | Virtuosity                              | Jefe Billy Cochran                              |
| 1995                     | Palookaville                            | Sid Dunleavy                                    |
| 1995                     | The Immortals                           | Tim James                                       |
| 1996                     | The Substitute                          | Holland                                         |
| 1996                     | For Which He Stands                     | Johnny Rochetti                                 |
| 1996                     | The Rock (La Roca [Esp])                | Agente del FBI Ernest Paxton                    |
| 1997                     | Rule of Three                           | Mitch                                           |
| 1997                     | Big City Blues                          | Hudson                                          |
| 1998                     | Firestorm                               | Randall Alexander Shaye                         |
| 1998                     | The Pass                                | Charles Duprey                                  |
| 1998                     | Ambushed                                | Mike Organski                                   |
| 1998                     | Soundman                                | Frank Rosenfeld                                 |
| 1998                     | Hell's Kitchen                          | Lou                                             |
| 1999                     | Row Your Boat                           | Gil Meadows                                     |
| 1999                     | The Last Marshal                        | DeClerc                                         |
| 1999                     | Four Days                               | Milton "Milt"                                   |
| 1999                     | Blue Streak                             | Detective Hardcastle                            |
| 1999                     | Deuce Bigalow: Male Gigolo              | Detective Chuck Fowler                          |
| 1999                     | 18 Shades of Dust                       | Tommy Cucci                                     |
| 1999                     | Paradise Lost                           | Mike Stark                                      |
| 2000                     | Civility                                | Andrew LeBretian                                |
| 2000                     | Luck of the Draw                        | Max Fenton                                      |
| 2000                     | G-Men from Hell                         | Dean Crept                                      |
| 2001                     | Camouflage (Camuflaje [Esp])            | Alton Owens                                     |
| 2001                     | Blue Hill Avenue                        | Detective Torrance                              |
| 2001                     | Outlaw                                  | Ted Castle                                      |
| 2002                     | Coastlines                              | Fred Vance                                      |
| 2002                     | Hard Cash                               | Bo Young                                        |
| 2002                     | City by the Sea                         | "Spyder"                                        |
| 2003                     | The Technical Writer                    | Joe                                             |
| 2003                     | The Librarians                          | Simon                                           |
| 2003                     | Scary Movie 3                           | Psiquiatra de Cindy (Final alternativo borrado) |
| 2004                     | The Last Letter                         | Sr. Griffith                                    |
| 2005                     | The L.A. Riot Spectacular               | George Holliday                                 |
| 2005                     | The Devil's Rejects                     | Sheriff John Quincy Wydell                      |
| 2006                     | Freedomland                             | Detective Boyle                                 |
| 2006                     | Jam                                     | Ted                                             |
| 2007                     | 88 Minutes (88 Minutos [Esp])           | Agente del FBI Frank Parks                      |
| 2007                     | Southern Gothic                         | Pitt                                            |
| 2007                     | Hack!                                   | Willy                                           |
| 2007                     | Halloween                               | Ronnie White                                    |
| 2008                     | Stiletto                                | Alex                                            |
| 2008                     | iMurders                                | Profesor Uberoth                                |
| 2009                     | The Nail: The Story of Joey Nardone     | Massimo                                         |
| 2009                     | Happy in the Valley                     | Stewart                                         |
| 2010                     | Dear Mr. Gacy                           | John Gacy                                       |
| 2010                     | The Rig                                 | Jim Fleming                                     |
| 2011                     | Jesse                                   | Vince "The Godfather"                           |
| 2011                     | L.A., I Hate You                        | Tío "Rip"                                       |
| 2011                     | Born to Ride                            | Jack Steele                                     |
| 2011                     | Slip & Fall                             | Jerry                                           |
| 2011                     | Inkubus                                 | Detective retirado Gil Diamante                 |
| 2011                     | Loosies                                 | Capitán Tom Edwards                             |
| 2011                     | Infected                                | Dr. Dennehey                                    |
| 2013                     | The Ghost Club: Spirits Never Die       | Stanley                                         |
| 2014                     | Tom Holland's Twisted Tales             | Sr. Smith (segmento: "To Hell With You")        |
| 2014                     | Hidden in the Woods                     | Tío Costello                                    |
| 2015                     | Echoes of War                           | Randolph McCluskey                              |
| 2015                     | Road to Juarez                          | Doug Hermann                                    |
| 2015                     | Laugh Killer Laugh                      | Frank Stone                                     |
| 2015                     | The Networker                           | Charles Mangano                                 |
| 2016                     | The Midnight Man                        | Fairbanks                                       |
| 2016                     | The Bronx Bull                          | Jake LaMotta                                    |
| 2016                     | The Hollow                              | John "Big John" Dawson                          |
| 2017                     | Check Point                             | The Sheriff                                     |
| 2018                     | The Little Mermaid                      |                                                 |
| 2018                     | Vault                                   | "Buddy Providence"                              |
| 2019                     | Cold Pursuit                            | Brock 'Wingman' Coxman                          |
| 2019                     | Awake                                   | Roger Bower                                     |
| 2020                     | Roe v. Wade                             | Potter Stewart                                  |
| 2020                     | I Am Fear                               | Marco                                           |
| TBA                      | Ida Red                                 | Lawrence Twilley                                |
| 2021                     | God's Not Dead: We The People           |                                                 |

### Televisión
| Año        | Título                                       | Personaje                        |
| ---------- | -------------------------------------------- | -------------------------------- |
| 1981       | The Miracle of Kathy Miller                  | Mark                             |
| 1982       | CHiPs                                        | 'Thrasher'                       |
| 1983       | Hill Street Blues                            | Richie                           |
| 1983       | Fame                                         | Snake                            |
| 1988       | Baja Oklahoma                                | Tommy Earl Browner               |
| 1990       | Blind Faith                                  | Ferlin L'Heureux                 |
| 1992       | Cruel Doubt                                  | Jefe de policía John Crone       |
| 1992       | Willing to Kill: The Texas Cheerleader Story | Terry Harper                     |
| 1993–1994  | The Untouchables                             | Al Capone                        |
| 1996       | Gotti                                        | Sammy Gravano                    |
| 1997       | First Time Felon                             | Sorley                           |
| 1998       | Dollar for the Dead                          | Dooley                           |
| 1999       | Dead Man's Gun                               | Harlan Riddle                    |
| 2001-2002  | UC: Undercover                               | "Sonny" Walker                   |
| 2002       | John Doe                                     | "Digger"                         |
| 2005       | Larva                                        | Jacob Long                       |
| 2005       | Hammerhead: Shark Frenzy                     |                                  |
| 2006–2008  | Shark                                        | Harry Russo                      |
| 2007       | Final Approach                               | Silas Jansen                     |
| 2007-2009  | Entourage                                    | Eddie Kapowski                   |
| 2011–2013  | Boardwalk Empire                             | Manny Horvitz                    |
| 2011–2012  | The Mentalist                                | Steve Rigsby                     |
| 2012–2013  | Mob Doctor                                   | Constantine Alexander            |
| 2013       | Twisted Tales                                | Sr. Smith                        |
| 2014       | Justified                                    | Michael                          |
| 2015, 2017 | Hawaii Five-0                                | Harry Brown                      |
| 2016       | Marvel's Daredevil                           | Dutton                           |
| 2016       | The Making of the Mob: Chicago               | Él mismo                         |
| 2017       | Chicago Justice                              | David Zachariah                  |
| 2017       | Criminal Minds: Beyond Borders               | Oleg Antakov / Ripper of Riga    |
| 2018       | The Man in the High Castle                   | Director de ARBI J. Edgar Hoover |
| 2019       | Magnum P.I.                                  | Harry Brown                      |

- Highway Hitcher (1998)
- Hitman's Journal (1999)
- Malicious Intent (2000)
- Strikeforce (2004).
- Run with the hunted (2019)